# توماس وارن سيرز
توماس وارن سيرز (بالإنجليزية: Thomas Warren Sears)‏ هو مهندس المناظر الطبيعية ومهندس أمريكي، ولد في 15 ديسمبر 1880، وتوفي في 1966.